# Miniere di zolfo di Lercara Friddi

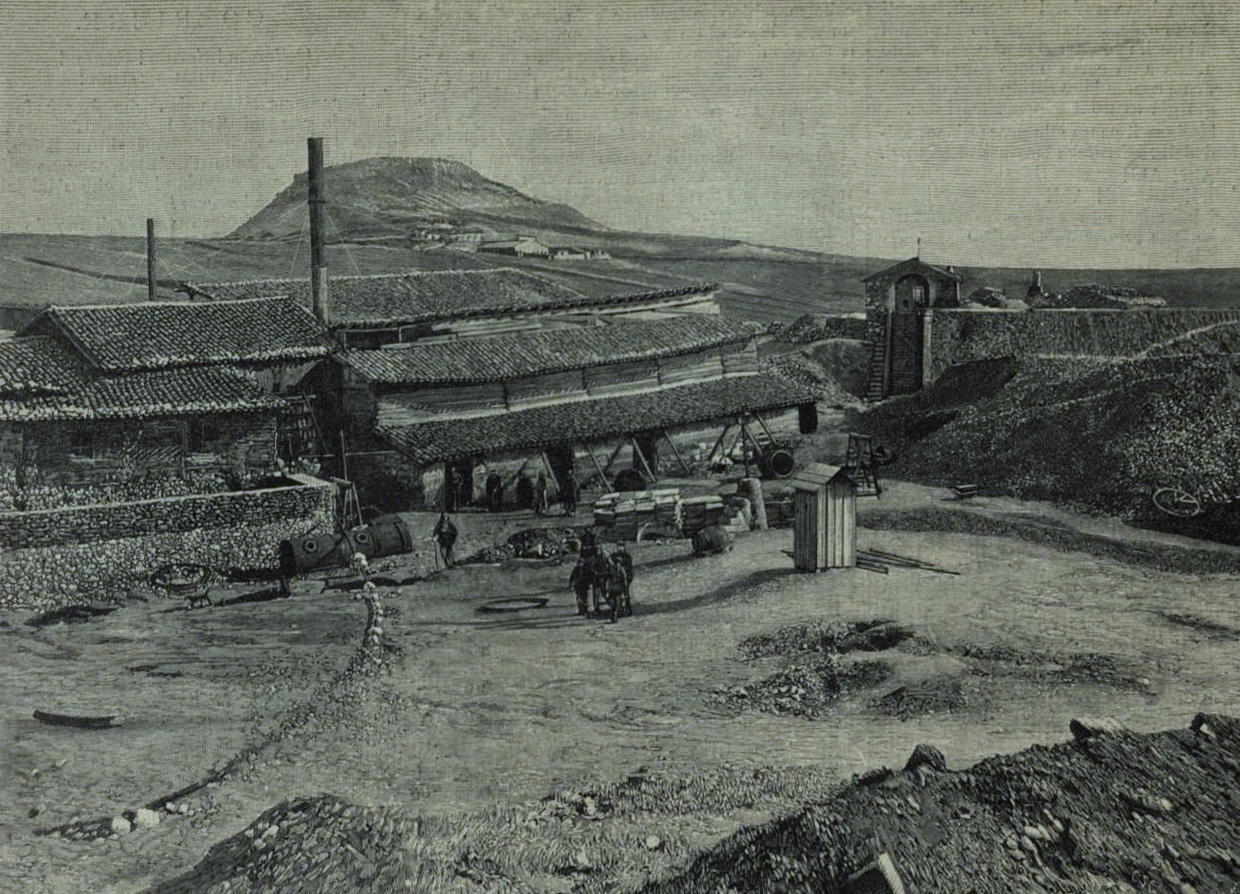
Veduta della zolfara Sartorio a Lercara.

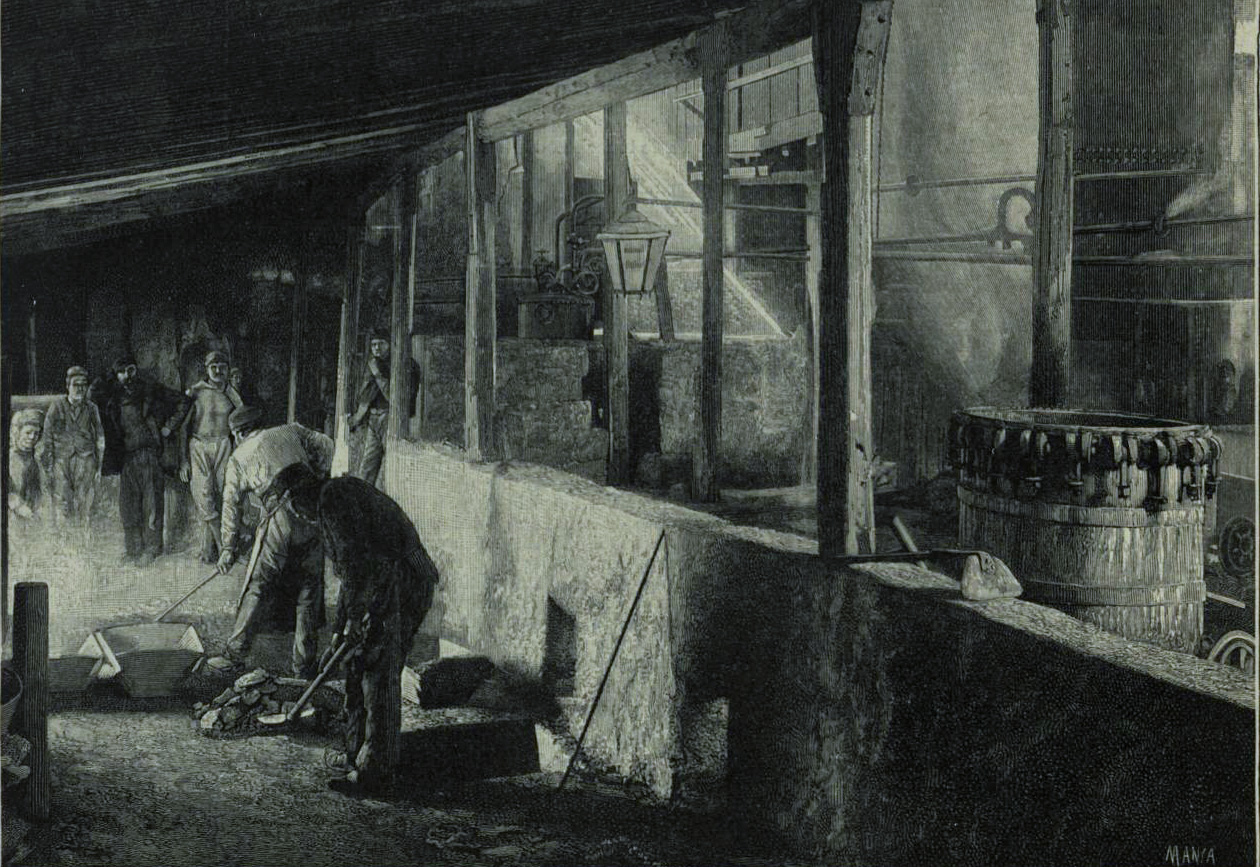
Nelle zolfare di Sicilia. Fusione dello zolfo nella miniera Sartorio presso Lercara.

Diverse sono state le miniere di zolfo di Lercara Friddi attive in passato.

## Storia
Lercara Friddi fu un importante centro minerario, l'unico in Provincia di Palermo, per l'estrazione e la lavorazione dello zolfo siciliano. Tale industria incentivò la crescita del paese a partire dal 1828. Nelle imprese estrattive furono coinvolti anche gli imprenditori angloamericani Rose-Gardner, imparentati con la famiglia Whitaker. Lo sviluppo portò a un boom demografico senza precedenti, che valse a Lercara Friddi l'appellativo di "piccola Palermo". Allo scopo di caricare il minerale ed inoltrarlo verso il porto di Palermo fu costruita la stazione di Lercara Bassa, attiva dal 1870 al 2017.
Tuttavia, dopo l'Unità d'Italia le condizioni di gran parte della popolazione del Mezzogiorno (e in particolare della Sicilia), restavano ancora ampiamente insoddisfacenti. Nel 1893, anno d'inizio crisi dell'industria dello zolfo, diversi minatori lercaresi lamentarono gravi ritardi dei salari. E durante i Fasci siciliani, Lercara pagò un tributo di undici vittime nella protesta del giorno di Natale.
Il lento declino dell'economia solfifera si associò a drammatiche condizioni di lavoro, in particolare quello minorile e femminile, denunciate, tra gli altri, dall'illustre medico Alfonso Giordano il cui incontro con l'ardimentosa Jessie White-Mario portò quest'ultima a visitare le miniere lercaresi per un'inchiesta giornalistica, la prima del genere in Italia. Oltre mezzo secolo dopo, nel 1951, Lercara Friddi salì nuovamente agli onori delle cronache nazionali a causa del prolungato sciopero dei minatori, scaturito da un tragico episodio documentato dallo scrittore Carlo Levi:
(Carlo Levi, Le parole sono pietre, Einaudi)
Anche il giornalista e poeta Mario Farinella nel suo pamphlet dal titolo La zolfara accusa - lettera da Lercara Friddi, documentò coraggiosamente le lotte degli zolfatari contro i gretti ed avidi proprietari delle miniere. Le attività del bacino minerario chiusero definitivamente nel 1969. Nel 1993, la Regione Siciliana istituì il Parco archeologico-industriale e del Museo delle zolfare, che ha sede nella residenza dei Rose-Gardner – Villa Lisetta – in stile vittoriano, recentemente restaurata.

## Lista
La solfara Sociale Colle croce è tristemente nota perché nel 1883 vi morirono 17 operai e vi fu un ferito per il crollo di una galleria.
La solfara Sartorio è sita in località Croce. La miniera, di proprietà di Emanuele Sartorio, era già attiva nel 1839 mentre oggi è abbandonata.
L'estrazione dello zolfo a Lercara Friddi è avvenuta storicamente anche nella solfara Fiorentino Colle friddi, nonché sui colli Madore, sito archeologico sicano, e Serio.